# Книга о саксонской войне
Книга о саксонской войне (лат. Liber de bello Saxonico) — написанное в 1082 году на латинском языке историческое сочинение монаха Бруно о восстании саксов против салической династии германских императоров в 1073—1075 годах. Повествование охватывает период с 1056 по 1081 год. События описываются с точки зрения саксонской знати.

## Издания
- Brunonis Liber de bello Saxonico // Quellen zur Geschichte Kaiser Heinrichs IV. Darmstadt. Wissenschaftliche Buchgesellschaft. 1963.
- Бруно. О Саксонской войне // Немецкие анналы и хроники X—XI столетий / Перев. И. В. Дьяконова и В. В. Рыбакова. — М.: Русский Фонд Содействия Образованию и Науке, 2012. — С. 450—559.

## Переводы на русский язык
- Книга о саксонской войне, Ч. 1 Архивная копия от 12 октября 2011 на Wayback Machine в переводе И. В. Дьяконова на сайте Восточная литература
- Книга о саксонской войне, Ч. 2 Архивная копия от 12 октября 2011 на Wayback Machine в переводе И. В. Дьяконова на сайте Восточная литература
- Книга о саксонской войне, Ч. 3 Архивная копия от 12 октября 2011 на Wayback Machine в переводе И. В. Дьяконова на сайте Восточная литература